# 885
885 је била проста година.

## Догађаји
- 25. новембар — Викинзи, под Сигфредом и Синриком, плове реком Сеном до источне Француске, са флотом од 300 дракара (10.000 људи). Појављују се пред Паризом, и нуде да поштеде град ако им се дозволи слободан пролаз и исплати данак. Њихов захтев је одбијен.
- 27. новембар — Викинзи започињу опсаду Париза нападом на североисточну кулу балистама, мангонелима и катапултима. Све викиншке нападе одбија Одо, гроф од Париза, који брани град са малим гарнизоном (око 200 људи). Сигфред одлучује да се повуче, и гради логор на десној обали реке.

- Лето – Цар Карло Дебели сазива састанак званичника у Лобиту (савремена Холандија) и оптужује Хјуа, ванбрачног сина бившег краља Лотара II, и његовог вазала Годфрида, војводу од Фризије, за заверу против њега. Хју је ослепљен и прогнан у опатију Саин Гал (модерна Швајцарска). Годфрида је убила група фризијских и саксонских племића, на саучешће Хенрија од Франконије. Локални гроф Геролф, након убиства, преузима западнофризијску обалу од Данске.
- Лето – Карло Дебели именује свог ванбрачног сина Бернарда за свог наследника, игноришући тврдње његовог нећака, Арнулфа од Корушке (ванбрачног сина Карломана од Баварске) и Карла III Безазленог (5-годишњег сина краља Луја Муцавца). Франачки бискупи протестују, па Карло позива папу Хадријана III на сабор у Вормсу, да реши то питање. Папа Хадријан оставља Рим у рукама епископа Јована из Павије и креће у Немачку, али умире на путу, одмах након што је прешао реку По.
- 25. новембар – Опсада Париза: Викиншке снаге, под нордијским поглавицама Сигфредом и Синриком, плове реком Сеном до источне Француске, са флотом од 300 дугих бродова (10.000 људи). Они се појављују пред Паризом, и нуде да поштеде град ако им се дозволи слободан пролаз, плаћајући им данак (Данегелд). Њихов захтев се одбија.
- Краљ Алфред Велики позива Асера, рођака бискупа Нобиса од Светог Давида, на енглески двор. Пристаје да шест месеци годишње проведе у краљевој служби. Асер помаже у преговорима о признавању Алфреда као господара велшких крајева.
- Дански Викинзи се искрцавају у Кенту и опседају Рочестер. Пошто је одбрана града побољшана, град издржава довољно дуго да Алфред Велики организује војску. Он тера Викинге да беже назад преко Великог канала, на континент. Поморска снага коју је подигао Алфред Велики учествује у две битке на реци Стур.
- Битка код Тавахина: Муслиманске снаге (4.000 људи) Абасидског калифата, под Ал-Мутадидом, поражене су код Рамлаха (савремени Израел) од Кумаравајха, владара династије Тулунида. Овим се завршава покушај Абасида да поврати Сирију од Тулунида. Велики део абасидске војске је заробљен и превезен у Египат. Кхумараваих има за циљ помирење са калифском владом и дозвољава војницима који желе да се врате у данашњи Ирак да оду без откупнине, док осталима нуди могућност да се населе у Египту.
- 8. јул – Папа Хадријан III умире након 1½ владавине у близини Модене (Ломбардија), док је био на путу на царску дијету, коју је сазвао Карло Дебели у Вормсу. Наследио га је папа Стефан V, као 110. папа Рима.

## Смрти
- 8. јул — Хадријан III, римски папа